# Kearney megye
Kearney megye az Amerikai Egyesült Államokban, azon belül Nebraska államban található. Megyeszékhelye és legnagyobb városa Minden. Lakosainak száma 6688 fő (2020. április 1.). Kearney megye Buffalo, Franklin, Phelps, Harlan, Adams és Webster megyékkel határos.

## Népesség
A megye népességének változása:
| Lakosok száma | 6496 | 6562 | 6509 | 6548 | 6585 | 6688 |
|               | 2010 | 2011 | 2012 | 2013 | 2015 | 2020 |